# Linowiec (Couïavie-Poméranie)
Pour les articles homonymes, voir Linowiec.
Linowiec est un village de Pologne situé en Couïavie-Poméranie, dans le gmina (commune) de Lisewo.